# Renata Tobiasz-Salach
Renata Elżbieta Tobiasz-Salach – polska agronom, dr hab. nauk rolniczych, profesor uczelni Instytutu Nauk Rolniczych, Ochrony i Kształtowania Środowiska, Kolegium Nauk Przyrodniczych Uniwersytetu Rzeszowskiego.

## Życiorys
25 września 2000 obroniła pracę doktorską Wpływ gęstości siewu na plonowanie owsa oplewionego i nagoziarnistego w rejonie Polski południowo-wschodniej, 20 listopada 2013 uzyskała stopień doktora habilitowanego. Została zatrudniona na stanowisku profesora nadzwyczajnego w Państwowej Wyższej Szkole Zawodowej im. Stanisława Pigonia w Krośnie, oraz w Katedrze Produkcji Roślinnej  na Wydziale Biologicznym i Rolniczym Uniwersytetu Rzeszowskiego.
Jest profesorem uczelni w Instytucie Nauk Rolniczych, Ochrony i Kształtowania Środowiska, Kolegium Nauk Przyrodniczych Uniwersytetu Rzeszowskiego.